# Limmared (stacja kolejowa)
Limmared (szw. Limmareds station) – stacja kolejowa w Limmared, w regionie Västra Götaland, w Szwecji. Znajduje się na Kust till kust-banan.
Stacja została otwarta w 1902 roku. Na stacji zatrzymują się pociągi regionalne (SJ Regional) kursujące między Göteborg C i Kalmar C. W latach 1904–1959 stacja Limmared była terminalem dla wąskotorowej linii Falkenbergs Järnväg, znanej również jako Pyttebanan, która biegła między Falkenbergiem a Limmared. Przez stację przebiegała również dawna linia Västra Centralbanan, łącząca Falköping i Landeryd.

## Linie kolejowe
- Kust till kust-banan
- Västra Centralbanan - linia zlikwidowana
- Falkenbergs Järnväg - linia wąskotorowa, zlikwidowana